# Pavetta whiteana
Pavetta whiteana là một loài thực vật có hoa trong họ Thiến thảo. Loài này được Bridson mô tả khoa học đầu tiên năm 2001.